# Vasa nation
Vasa nation (en français : Nation de Vaasa, sigle VN) est l'une des 15 nations étudiantes de l'Université d'Helsinki.
De langue suédoise, elle est fondée en 1908 pour regrouper les étudiants d'Ostrobotnie.